# Mladen Petrić
Mladen Petrić (ur. 1 stycznia 1981 w Dubrave) – chorwacki piłkarz grający na pozycji napastnika. Posiada także obywatelstwo szwajcarskie.

## Kariera klubowa
Petrić urodził się w Bośni w małej miejscowości Dubrave. Później jego rodzina – chorwaccy emigranci, przenieśli się do Neuenhof w Szwajcarii, dzięki czemu Petrić ma także obywatelstwo szwajcarskie. Karierę zaczynał w klubie FC Baden (choć młodzieżowo grał też w FC Neuenhof). W barwach tego klubu zadebiutował w lidze już w wieku 17 lat. FC Baden zajęło 10. miejsce w 2. lidze. Utalentowanym napastnikiem szybko zainteresował się Grasshoppers Zurych i latem 1999 roku Petrić przeniósł się do Zurychu. W pierwszym sezonie Petrić nie grał prawie w ogóle, tylko dwukrotnie pojawił się na boisku w końcówkach meczów. W następnym sezonie stworzył groźny atak z Stéphane Chapuisatem oraz Henri Camarą. Petrić spisał się nieźle i zdobył 5 bramek. W sezonie 2001/2002 Camarę zastąpił Benjani Mwaruwari, ale to nie przeszkodziło Petriciowi w strzelaniu kolejnych goli i przez cały sezon zdobył ich 6. Sezon 2002/2003 to już popis młodego Chorwata. Petrić zdobył 13 bramek i z Urugwajczykiem Richardem Núñezem stworzył najbardziej bramkostrzelny atak w lidze. Núñez z 27 golami zdobył koronę króla strzelców, a Petrić był drugim najlepszym strzelcem Grasshoppers. W sezonie 2003/2004 Petrić już rzadziej trafiał do siatki, ale i cała drużyna Grasshoppers zawiodła i zajęła dopiero 7. miejsce w lidze. Latem 2004 Petrić za 3 miliony euro przeszedł do mistrza kraju FC Basel. Pierwszy sezon w barwach klubu z Bazylei był dla Mladena trudny, zwłaszcza, że konkurencja w ataku była wielka. Petrić musiał konkurować z takimi zawodnikami jak David Degen, Julio Hernán Rossi czy Christian Giménez. Jednak w 2005 odeszli zarówno Rossi jak i Giménez i Petrić wywalczył miejsce w pierwszej jedenastce Basel. Rozegrał kolejny dobry sezon, zdobył 14 bramek i był czwartym strzelcem ligi.
Do największych sukcesów Petricia na arenie klubowej należą 3 mistrzostwa Szwajcarii – 2 zdobyte z Grasshoppers w latach 2001 i 2003 oraz jedno z drużyną FC Basel w 2005 roku. Petrić grał także w nieudanych dla Basel i Grasshoppers (zdobył nawet 2 gole w meczach z FC Porto w 2002 roku) kwalifikacjach do Ligi Mistrzów oraz w Pucharze UEFA z Basel i Grasshoppers. Podczas meczu Pucharu UEFA bramkarz Bazylei za faul w polu karnym dostał czerwoną kartkę, zmienił się wtedy z Petriciem, a Petrić swoją interwencją obronił rzut karny.
Latem 2007 Petrić za 3,5 miliona euro przeszedł do niemieckiej Borussii Dortmund. Podpisał z nią kontrakt do 2011 roku. W Borussii zadebiutował 12 sierpnia w przegranym 1:3 domowym spotkaniu z MSV Duisburg. 14 września zdobył swoje pierwsze dwa gole w Bundeslidze, a Borussia pokonała 3:0 Werder Brema. Do końca sezonu 2007/2008 strzelił dla Borussii 13 goli i był najskuteczniejszym zawodnikiem w zespole.
Latem 2008 roku Petrić zmienił barwy klubowe i przeniósł się za 7,3 miliona euro do Hamburger SV. Swoje pierwsze spotkanie w barwach HSV rozegrał 23 sierpnia 2008 przeciwko Karlsruher SC (2:1), a z klubem rozstał się w roku 2012. Po rocznym pobycie w londyńskim Fulham (2012–2013), Petrić będący wolnym strzelcem podpisał kontrakt z innym klubem z Londynu – West Ham United. W latach 2014–2016 grał w Panathinaikosie.
Statystyki kariery klubowej
| Sezon   | Klub                 | Kraj       | Rozgrywki          | Mecze | Bramki |
| ------- | -------------------- | ---------- | ------------------ | ----- | ------ |
| 1998/99 | FC Baden             | Szwajcaria | Nationalliga B     | 22    | 4      |
| 1999/00 | Grasshoppers Zurych  | Szwajcaria | Nationalliga A     | 2     | 0      |
| 2000/01 | Grasshoppers Zurych  | Szwajcaria | Nationalliga A     | 27    | 5      |
| 2001/02 | Grasshoppers Zurych  | Szwajcaria | Nationalliga A     | 27    | 6      |
| 2002/03 | Grasshoppers Zurych  | Szwajcaria | Nationalliga A     | 30    | 13     |
| 2003/04 | Grasshoppers Zurych  | Szwajcaria | Swiss Super League | 28    | 6      |
| 2004/05 | FC Basel             | Szwajcaria | Swiss Super League | 16    | 5      |
| 2005/06 | FC Basel             | Szwajcaria | Swiss Super League | 31    | 14     |
| 2006/07 | FC Basel             | Szwajcaria | Swiss Super League | 25    | 19     |
| 2007/08 | Borussia Dortmund    | Niemcy     | Bundesliga         | 29    | 13     |
| 2008/09 | Hamburger SV         | Niemcy     | Bundesliga         | 25    | 12     |
| 2009/10 | Hamburger SV         | Niemcy     | Bundesliga         | 26    | 8      |
| 2010/11 | Hamburger SV         | Niemcy     | Bundesliga         | 22    | 11     |
| 2011/12 | Hamburger SV         | Niemcy     | Bundesliga         | 26    | 7      |
| 2012/13 | Fulham F.C.          | Anglia     | Premier League     | 23    | 5      |
| 2013/14 | West Ham United F.C. | Anglia     | Premier League     | 3     | 0      |
| 2013/14 | Panathinaikos AO     | Grecja     | Superleague Ellada | 6     | 0      |
| 2014/15 | Panathinaikos AO     | Grecja     | Superleague Ellada | 29    | 7      |
| 2015/16 | Panathinaikos AO     | Grecja     | Superleague Ellada | 18    | 4      |

## Kariera reprezentacyjna
W reprezentacji Chorwacji Petrić zadebiutował 10 listopada 2001 roku w przegranym 0:2 meczu z reprezentacją Korei Południowej zmieniając w 82 minucie Milana Rapaicia. Jednak rozczarował się gdy nie został powołany przez Mirko Jozicia na finały mistrzostw świata w 2002. W eliminacjach do Euro 2004 Petrić zagrał tylko jeden mecz (z Estonią). Do kadry wrócił dopiero w 2006 roku podczas Pucharu Carlsberga w meczu z Koreą Południową. Był bardzo bliski wyjazdu na finały mistrzostw świata w Niemczech – znajdował się nawet w szerokiej 27-osobowej kadrze, ale selekcjoner Zlatko Kranjčar zdecydował się postawić na innych napastników. Pierwszego gola w kadrze zdobył w spotkaniu rozgrywanym 7 października 2006 przeciwko reprezentacji Andory w ramach eliminacji do Euro 2008.
W 2008 roku Petrić został powołany przez selekcjonera Slavena Bilicia do kadry na Euro 2008. Z Chorwacją dotarł do ćwierćfinału, a jego dorobek to cztery mecze: z Austrią (1:0), z Niemcami (2:1), z Polską (1:0) i z Turcją (1:1, karne 2:4).